# Rhopalopilia hallei
Rhopalopilia hallei är en tvåhjärtbladig växtart som beskrevs av Villiers. Rhopalopilia hallei ingår i släktet Rhopalopilia och familjen Opiliaceae. Inga underarter finns listade i Catalogue of Life.